# Distrito electoral federal 1 de Durango
El I Distrito Electoral Federal de Durango es uno de los 300 Distritos Electorales en los que se encuentra dividido el territorio de México para la elección de diputados federales y uno de los 4 en los que se divide el estado de Durango. Su cabecera es la ciudad de Victoria de Durango.
Tras el proceso de distritación de 2005, el territorio del Distrito I está integrado por la región occidental del estado, la formada por la Sierra Madre Occidental, los municipios que lo conforman son Canelas, Guanaceví, Mezquital, Otáez, Pueblo Nuevo, San Dimas, Santiago Papasquiaro, Súchil, Tamazula, Tepehuanes y Topia, y tres cuartas partes del territorio del de Durango, estando excluido únicamente su extremo nororiental, por lo que incluye la mitad de la ciudad de Durango.

## Distritaciones anteriores

### Distritación 1996 - 2005
Entre 1996 y 2005 el territorio del distrito ocupaba parte de la misma zona de la Sierra de Durango, pero los municipios que lo conformaban eran Canatlán, Canelas, El Oro, Guanaceví, Indé, Nuevo Ideal, Ocampo, Otáez, San Bernardo, San Dimas, Santiago Papasquiaro, Tamazula, Tepehuanes y Topia. Su cabecera era la ciudad de Santiago Papasquiaro.

## Diputados por el distrito
| Diputado                                 | Grupo parlamentario | Legislatura              | Periodo     |
| ---------------------------------------- | ------------------- | ------------------------ | ----------- |
| Marcelino Castañeda                      |                     | Constituyente            | 1856 - 1857 |
| Pedro López Negrete                      |                     | I                        | 1857        |
| Vacante                                  | Vacante             | II                       | 1861 - 1863 |
| Carlos Santamaria                        |                     | III                      | 1863 - 1865 |
| Francisco Ortiz de Zárate                |                     | IV                       | 1867 - 1868 |
| Vacante                                  | Vacante             | V VI                     | 1869 -1873  |
| Jesús Castañeda                          |                     | VII                      | 1873 - 1875 |
| Vacante                                  | Vacante             | VIII IX                  | 1875 - 1880 |
| Gil Peimbert (Suplente)                  |                     | X                        | 1880 - 1882 |
| Vacante                                  | Vacante             | XI                       | 1882 - 1884 |
| Alberto Santa Fe                         |                     | XII XIII XIV XV XVI XVII | 1884 - 1896 |
| Vacante                                  | Vacante             | XVIII                    | 1896 - 1898 |
| Roberto Salcido                          |                     | XIX                      | 1898 - 1900 |
| Enrique Creel Cuilty                     |                     | XX                       | 1900 - 1902 |
| Pablo Martínez del Río                   |                     | XXI                      | 1902 - 1904 |
| Rafael Prado                             |                     | XXII                     | 1904 - 1906 |
| Vacante                                  | Vacante             | XXIII                    | 1906 - 1908 |
| Rafael Prado                             |                     | XXIV XXV                 | 1908 - 1912 |
| Ignacio Borrego                          |                     | XXVI                     | 1912 - 1914 |
| Silvestre Dorador                        |                     | Constituyente            | 1916 - 1917 |
| Manuel Vargas                            |                     | XXVII                    | 1917 - 1918 |
| José Ignacio Mena                        |                     | XXVIII                   | 1918 - 1920 |
| Ignacio Borrego                          |                     | XXIX                     | 1920 - 1922 |
| Mariano Castillo Nájera                  |                     | XXX                      | 1922 - 1924 |
| Alejandro Antuna                         |                     | XXXI                     | 1924 - 1926 |
| Silvestre Dorador                        |                     | XXXII                    | 1926 - 1928 |
| Francisco Pérez                          |                     | XXXIII                   | 1928 - 1930 |
| José Ramón Valdés                        |                     | XXXIV                    | 1930 - 1932 |
| José Alejandro Albiztevi                 |                     | XXXV                     | 1932 - 1934 |
| Antonio Gutiérrez                        |                     | XXXVI                    | 1934 - 1937 |
| Alfredo Mena                             |                     | XXXVII                   | 1937 - 1940 |
| Enrique Carrola Antuna                   |                     | XXXVIII                  | 1940 - 1943 |
| José Donaciano Sosa                      |                     | XXXIX                    | 1943 - 1946 |
| José Guadalupe Bernal                    |                     | XL                       | 1946 - 1949 |
| Enrique Campos Luna                      |                     | XLI                      | 1949 - 1952 |
| Máximo Gámiz Fernández                   |                     | XLII                     | 1952 - 1954 |
| Jesús Cisneros Roldán                    | 1954 - 1955         | XLII                     |             |
| Carlos Real Encinas                      |                     | XLIII                    | 1955 - 1958 |
| José Guillermo Salas Armendáriz          |                     | XLIV                     | 1958 - 1961 |
| Oscar Valdés Flores                      |                     | XLV                      | 1961 - 1962 |
| María Zataráin del Valle                 | 1962 - 1964         | XLV                      |             |
| Ángel Rodríguez Solórzano                |                     | XLVI                     | 1964 - 1967 |
| Agustín Ruíz Soto                        |                     | XLVII                    | 1967 - 1970 |
| Manuel Aguilera Tavizón                  |                     | XLVIII                   | 1970 - 1973 |
| María Aurelia de la Cruz Espinoza Ortega |                     | XLIX                     | 1973 - 1976 |
| Ángel Sergio Guerrero Mier               |                     | L                        | 1976 - 1979 |
| Luis Ángel Tejada Espino                 |                     | LI                       | 1979 - 1982 |
| Zina Ruiz de León                        |                     | LII                      | 1982 - 1985 |
| Joel Rosas Torres                        |                     | LIII                     | 1985 - 1988 |
| Joaquín Garduño Vargas                   |                     | LIV                      | 1988 - 1991 |
| Armando Sergio González Santacruz        |                     | LV                       | 1991 - 1994 |
| Ismael Hernández Deras                   |                     | LVI                      | 1994 - 1997 |
| Juan Manuel Félix León                   |                     | LVII                     | 1997 - 2000 |
| José Manuel Díaz Medina                  |                     | LVIII                    | 2000 - 2003 |
| Francisco Monárrez                       |                     | LIX                      | 2003 - 2006 |
| Luis Enrique Benítez Ojeda               |                     | LX                       | 2006 - 2009 |
| Ricardo López Pescador                   |                     | LXI                      | 2009 - 2012 |
| Sonia Catalina Mercado Gallegos          |                     | LXII                     | 2012 - 2015 |
| Otniel García Navarro                    | [ a ]               | LXIII                    | 2015 - 2018 |
| José Ángel Beltrán Félix                 | [ a ]               | LXIII                    | 2018        |
| Martha Olivia García Vidaña              |                     | LXIV                     | 2018 - 2021 |
| Francisco Castrellón Garza               |                     | LXV                      | 2021 -      |

## Resultados electorales

### 2018
|  | 28.68 % |

|  | 25.70 % |

|  | 5.59 % |

|  | 2.33 % |

|  | 33.66 % |

|  | 0.05 % |

|  | 3.97 % |

|  | 100.00 % |

### 2009
| Elecciones federales de 2009 | Elecciones federales de 2009                   | Elecciones federales de 2009 | Elecciones federales de 2009            | Elecciones federales de 2009 | Elecciones federales de 2009 |
| Partido/Alianza              | Partido/Alianza                                | Candidato                    | Candidato                               | Votos                        | Porcentaje                   |
| ---------------------------- | ---------------------------------------------- | ---------------------------- | --------------------------------------- | ---------------------------- | ---------------------------- |
|                              | Partido Acción Nacional                        |                              | Francisco Javier Reyes Ortiz            |                              |                              |
|                              | Partido Revolucionario Institucional           |                              | Ricardo López Pescador                  |                              |                              |
|                              | Partido de la Revolución Democrática           |                              | Israel Soto Peña                        |                              |                              |
|                              | Coalición Salvemos a México (PT, Convergencia) |                              | Alejandro Santos de Alejandro Escamilla |                              |                              |
|                              | Partido Verde Ecologista de México             |                              | Karla Alejandra Zamora García           |                              |                              |
|                              | Partido Nueva Alianza                          |                              | María Monserrat Quezada Pacheco         |                              |                              |
|                              | Partido Socialdemócrata                        |                              | Leydi Anabel Rojas Carrillo             |                              |                              |
|                              | Partido Duranguense                            |                              |                                         |                              |                              |
| Total                        | Total                                          | Total                        | Total                                   | 143,680                      | \| \| 100.00 % \|            |
| Fuente:                      |                                                |                              |                                         |                              |                              |
|                              | 100.00 %                                       |                              |                                         |                              |                              |

### 1985
|  | 50.26 % |

|  | 45.01 % |

|  | 0.58 % |

|  | 0.58 % |

|  | 0.37 % |

|  | 1.40 % |

|  | 0.61 % |

|  | 0.55 % |

|  | 0.65 % |

|  | 0.00 % |

|  | 0.00 % |

|  | 100.00 % |